# 桃井晴子
桃井晴子（日语：／ Momoi Haruko，1977年12月14日—）是日本東京都出身的女性歌手、聲優、寫作家、作詞家及作曲家。東京都立代代木高等學校畢業。東海大學文學部中退。隸屬於Plug Entertainment。血型O型。愛稱是。其他艺名為「momo-i」。後援會的名稱為「m.m.m.」。

## 概要

### 來歷
- 高中時因開始電腦通信為契機而進入雜誌社從事作家活動。據說在網路開始普及的時候已經擁有個人的網頁。
- 大學時開始在原宿與秋葉原的路旁展開街頭演唱活動，而受到矚目。
- 在2000年的正式出道單曲『Mail Me』發行後，開始專業音樂活動。另外在2001年的電視動畫《The Soul Taker～魂狩～》達成聲優出道。
- 2002年和小池雅也組成『UNDER17』，積極從事演唱活動，但是在2004年時解散。其後以單人重新展開音樂活動，2005年的第1場單人巡迴演唱會在大阪、名古屋、博多、澀谷舉行，2006年成立了歌迷期待已久的「桃井晴子後援會『m.m.m』」。
- 2007年發售了超自傳DVD戲劇以及首次的著書，持續各方面的活動。

### 人物
- 據說是來自電影《2001太空漫遊》中登場的電腦「HAL 9000」。因此羅馬字表記是使用「Halko」而非「Haruko」。
- 本名為「晴子」（在『』內的發言）。另外「桃井」這個藝名是來自曾居住過的東京都杉並區桃井。
- 有著非常特殊的大舌頭聲音，藉由巧妙的運用她的聲音，經常演出天然系的女孩子。自己的歌也有特徵，萌歌歌手其中之一。
- 掲示板『あやしいわーるど』的分支『あやしいわーるど＠クリスマス島』の古参投稿者でもある。
- 和同年的聲優淺野真澄與野川櫻關係良好，也有在她們的專輯裡提供歌曲。
- 自小為東京養樂多燕子的球迷，不過在野村克也上任東北樂天金鷹隊總教練後加入該隊後援會。
- 中學時代是位女性（一般）偶像迷。
- 高中時代和千葉紗子屬於同期，但彼此間沒有面識（雖然桃井知道千葉的事，想要更加認識，但可惜沒有機會）。在高中時代擔任過學生會副會長，在文化祭的指引手冊裡刊載有藤崎詩織的Cosplay照片。而在高中的學生證上則是放了綾波零的Cosplay照片。
- 從小學起就不斷往返秋葉原。公開聲明自己是御宅族，在廣播節目裡也喜歡談論御宅族的話題。當2008年6月8日秋葉原發生殺人事件，桃井親自到案發地方獻花弔祭死者，情緒激動[1][2]。

## 演出

### 電視動畫
（主要角色以粗體字表示）
2001年
- The Soul Taker ～魂狩～（中原小麥）
- 最終幻想：無限（早川愛）

2002年
- 青出於藍（水無月千夏）
- 銀河天使（第3期）（アナウンス）
- 超重神GRAVION（トリア）
- 圓盤皇女（丸／貓耳／女性客）

2003年
- 青出於藍～緣～（水無月千夏）
- 初音島（うたまる）
- 瓶詰妖精（小玉）
- 蒲公英之戀（みい）
- MOUSE（サマーサ森島）
- 魔力女管家夏日TV特别篇“我认为好色是不对的！”（史帆）
- 圓盤皇女 十二月的夜想曲（丸）

2004年
- 不平衡抽籤（榎本忍）
- 超重神GRAVION Zwei（トリア）
- DearS（チナ）
- 妄想代理人（瑪洛美）
- 仙境傳說（瑪雅）
- 流星戰隊Musumet（早乙女黃）

2005年
2006年
- 怪醫黑傑克21（スージー）
- 魔法美少女（虹原真鈴）
- 甜蜜偶像（野野宮舞）

2007年
- CODE-E（小松菜圭子）
- 瀨戶的花嫁（瀨戶燦）
- PRISM ARK（フィーリア）

2008年
- 深淵傳奇（艾妮絲·塔德琳）
- Mission-E（小松菜圭子）

2011年
- 命運石之門（菲利斯·喵喵）

2012年
- 希望宅邸 3D（相田由瑠目）
- 希望宅邸 3D PLUS（相田由瑠目）

2013年
- 初音島III（歌丸）

2016年
- 夢幻之星Online2 The Animation（食人魔貓、女孩子）
- 魔法護士小麥R（吉田小春）

2017年
- 時間飛船24（瑪麗亞·特蕾西婭）
- 秋葉原之旅 -THE ANIMATION-（九十九百地猛虎桃）

2018年
- 宇宙戰艦提拉米斯（帕卡）
- 命運石之門0（菲利斯·喵喵）
- 宇宙戰艦提拉米斯II（帕卡）

### OVA
- 魔法護士小麥（中原小麥／魔法護士小麥）
- 魔法護士小麥Z（中原小麥／魔法護士小麥）

### 劇場動畫
- 神奇寶貝 皮卡皮卡的星空露營（小果然）

### 遊戲
- 魔法護士小麥（中原小麥／小麥）
- （萌野命）
- DearS（Cina（チナ））
- BALDR FORCE EXE（PS2版巴傑拉）
- 深淵傳奇（艾妮絲·塔德琳）
- 電車GO! 旅情編（七海ひかる）
- PRISM ARK（フィーリア）
- PRISM ARK -AWAKE-（フィーリア）
- 機甲戰線 EQUILIBRIUM（麻生棗）
- 太鼓之達人
- 武裝神姬BATTLE RONDO（丑型MMS　ウィトゥルース）
- Steins;Gate（菲利斯・喵喵）
- 戀愛0公里 Portable、戀愛0公里 V（氷室屋灰）
- 新楓之谷（天使破壞者）
- Touhou LostWord（帕秋莉·诺雷姬(L80)）

### 特攝
- Kawaii! JeNny（シスターB的聲音）

### 電台廣播
- （已結束）
- （已結束）
- （已結束）
- （已結束）
- （已結束）
- 仙境傳說（日本）THE RADIO（已結束）
- （已結束）
- 桃井晴子的現代視覺文化研究會·簡稱現視研電台（已結束）
- （已結束）
- （已結束）
- TOKYO→NIIGATA MUSIC CONVOY・星期二（2006年1月擔當）
- （已結束）
- （已結束）

### 廣播劇CD
- 青出於藍系列（水無月千夏）
- 愛麗絲四重奏（藍原真紀乃）
- 深淵傳奇系列（艾妮絲·塔德琳）
- 魔法使的條件 （青田利香）
- RAGNAROK THE ANIMATION Ver.1～Ver.3（マーヤ）

### CM
- アミノサプリ／麒麟戦隊アミノンジャー

### 電視
- D's Garage21（朝日電視台／・已結束）
- （來賓）
- （來賓）
- （來賓）
- （來賓）
- 動畫天國（來賓・2007年10月常任來賓）
- HOT WAVE（埼玉電視台／來賓）
- JoyPopTune（埼玉電視台）
- （來賓）
- @tune.（神奈川電視台／來賓）

## 唱片目錄

### 單曲
- Mail Me:Kingrecords／2000年5月24日
- トンドルベイビー：オンザラン／2005年7月27日
- WONDER MOMO-i～New recording～:哥倫比亞音樂娛樂／2005年10月19日
- さいごのろっく：avex mode／2006年11月8日
- ゆめのばとん：avex mode／2006年12月7日

### 專輯
- momo-i quality～ベスト・オブ・モモーイ～:avex mode／2006年8月9日
- はるこ☆UP DATE SONGS BEST:avex mode／2007年2月21日

## 書籍
- アキハバLOVE～秋葉原と一緒に大人になった～（扶桑社）

## 外部連結
- 桃井はるこ 公式サイト （页面存档备份，存于）
- 桃井はるこのほめぱげ - avex時代の旧公式サイト
- MOMOI.COM （页面存档备份，存于） - 本人制作のサイト。
- 桃井はるこ的X（前Twitter）
- 桃井はるこ的Instagram帳戶
- 桃井はるこプロデュースレーベル「AKIHABA LOVE RECORDS」 （页面存档备份，存于）
- しえすたREM （页面存档备份，存于） - メルマガ
- モモーイ党せーけん放送（WALLOP） （页面存档备份，存于）